# سدا نورلندر
 سدا نورلندر (انگلیسی: Seda Noorlander؛ زادهٔ ۲۲ مهٔ ۱۹۷۴) یک تنیس‌باز اهل هلند است.